# Großer Preis von Malaysia 2008
Der Große Preis von Malaysia 2008 (offiziell 2008 Formula 1 Petronas Malaysian Grand Prix) fand am 23. März auf dem Sepang International Circuit in Sepang statt und war das zweite Rennen der Formel-1-Weltmeisterschaft 2008.

## Berichte

### Hintergrund
Nach dem Großen Preis von Australien führte Lewis Hamilton in der Fahrerwertung mit zwei Punkten vor Nick Heidfeld und mit vier Punkten vor Nico Rosberg. In der Konstrukteurswertung führte McLaren-Mercedes mit fünf Punkten vor Williams-Toyota und mit sechs Punkten vor BMW Sauber.
Mit Fernando Alonso (zweimal), Giancarlo Fisichella und Kimi Räikkönen (jeweils einmal) traten drei ehemalige Sieger zu diesem Grand Prix an.

### Training
Im ersten freien Training fuhr der Brasilianer Felipe Massa im Ferrari die schnellste Runde. Auf dem 2. Platz lag sein Teamkollege Räikkönen vor Kovalainen.
Am Nachmittag fuhr Hamilton Bestzeit. Zweiter wurde Massa, Räikkönen Dritter.
Im dritten freien Training wurde Heidfeld vor Räikkönen Erster. Massa belegte den dritten Rang.

### Qualifikation
Das Qualifying bestand aus drei Teilen mit einer Nettolaufzeit von 45 Minuten. Im ersten Qualifying-Segment (Q1) hatten die Fahrer 18 Minuten Zeit, um sich für das Rennen zu qualifizieren. Die besten 16 Fahrer erreichten den nächsten Teil. Jarno Trulli war Schnellster. Beide Super Aguri, beide Force India, Sébastien Bourdais und Kazuki Nakajima schieden aus.
Der zweite Abschnitt (Q2) dauerte 15 Minuten. Die schnellsten zehn Piloten qualifizierten sich für den dritten Teil des Qualifyings. Räikkönen war Schnellster. Die beiden Honda, David Coulthard, Nelson Piquet jr., Sebastian Vettel und Rosberg schieden aus.
Der letzte Abschnitt (Q3) ging über eine Zeit von zwölf Minuten, in denen die ersten zehn Startpositionen vergeben wurden. Massa fuhr mit einer Rundenzeit von 1:35,748 Minuten die Bestzeit vor seinem Teamkollegen Räikkönen und dem McLaren von Kovalainen und sicherte sich seine insgesamt zehnte Pole-Position.

### Rennen

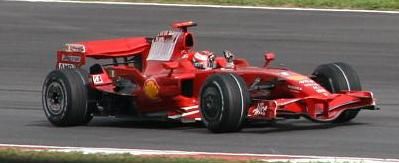
Kimi Räikkönen gewann das Rennen

Räikkönen erwischte einen guten Start und war nach wenigen Metern schon gleichauf mit Polesetter Massa, aber um eine teaminterne Kollision zu vermeiden, ließ er nach. Dahinter reihten sich Kubica, Mark Webber und Hamilton ein. Der erste Ausfall war Bourdais: In Kurve sechs fuhr dieser aufgrund eines Fahrfehlers in das Kiesbett. Timo Glock fiel, nach einer Kollision mit Rosberg, ebenfalls nach der 1. Runde aus.
Der Platztausch der beiden Ferrari-Piloten erfolgte in der 18. Runde. Massa kam vor seinem Teamkollegen zum Boxenstopp. Dies nutzte Räikkönen aus. Er fuhr direkt eine schnelle Runde und hatte im Anschluss genügend Vorsprung um vor Massa wieder auf die Rennstrecke raus zukommen. Massa schied nach einem Dreher in der 30. Runde allerdings aus.
Räikkönen gewann schlussendlich sein 16. Rennen vor Kubica und Heidfeld. Die schnellste Rennrunde gelang Heidfeld in 1:35,366 Minuten.
In der Weltmeisterschaft führte nach zwei von 18 Rennen Hamilton mit 14 Punkten vor Räikkönen, Heidfeld (je 11), Kovalainen (10) und Kubica (8). Bei den Konstrukteuren büßten die Silberpfeile keinen Zähler auf Ferrari und nur einen auf das BMW Sauber ein, sodass McLaren-Mercedes (24) weiterhin vor BMW Sauber (19) und Ferrari (11) in Führung lagen. Williams fiel vom zweiten auf den vierten Platz zurück.

## Meldeliste
| Team                      | Nr. | Fahrer               | Chassis           | Motor                | Reifen |
| ------------------------- | --- | -------------------- | ----------------- | -------------------- | ------ |
| Scuderia Ferrari Marlboro | 01  | Kimi Räikkönen       | Ferrari F2008     | Ferrari 2.4 V8       | B      |
| Scuderia Ferrari Marlboro | 02  | Felipe Massa         | Ferrari F2008     | Ferrari 2.4 V8       | B      |
| BMW Sauber F1 Team        | 03  | Nick Heidfeld        | BMW Sauber F1.08  | BMW 2.4 V8           | B      |
| BMW Sauber F1 Team        | 04  | Robert Kubica        | BMW Sauber F1.08  | BMW 2.4 V8           | B      |
| ING Renault F1 Team       | 05  | Fernando Alonso      | Renault R28       | Renault 2.4 V8       | B      |
| ING Renault F1 Team       | 06  | Nelson Piquet jr.    | Renault R28       | Renault 2.4 V8       | B      |
| AT&T Williams             | 07  | Nico Rosberg         | Williams FW30     | Toyota 2.4 V8        | B      |
| AT&T Williams             | 08  | Kazuki Nakajima      | Williams FW30     | Toyota 2.4 V8        | B      |
| Red Bull Racing           | 09  | David Coulthard      | Red Bull RB4      | Renault 2.4 V8       | B      |
| Red Bull Racing           | 10  | Mark Webber          | Red Bull RB4      | Renault 2.4 V8       | B      |
| Panasonic Toyota Racing   | 11  | Jarno Trulli         | Toyota TF108      | Toyota 2.4 V8        | B      |
| Panasonic Toyota Racing   | 12  | Timo Glock           | Toyota TF108      | Toyota 2.4 V8        | B      |
| Scuderia Toro Rosso       | 14  | Sébastien Bourdais   | Toro Rosso STR2B  | Ferrari 2.4 V8       | B      |
| Scuderia Toro Rosso       | 15  | Sebastian Vettel     | Toro Rosso STR2B  | Ferrari 2.4 V8       | B      |
| Honda Racing F1 Team      | 16  | Jenson Button        | Honda RA108       | Honda 2.4 V8         | B      |
| Honda Racing F1 Team      | 17  | Rubens Barrichello   | Honda RA108       | Honda 2.4 V8         | B      |
| Super Aguri F1 Team       | 18  | Takuma Satō          | Super Aguri SA08  | Honda 2.4 V8         | B      |
| Super Aguri F1 Team       | 19  | Anthony Davidson     | Super Aguri SA08  | Honda 2.4 V8         | B      |
| Force India F1 Team       | 20  | Adrian Sutil         | Force India VJM01 | Ferrari 2.4 V8       | B      |
| Force India F1 Team       | 21  | Giancarlo Fisichella | Force India VJM01 | Ferrari 2.4 V8       | B      |
| Vodafone McLaren Mercedes | 22  | Lewis Hamilton       | McLaren MP4-23    | Mercedes-Benz 2.4 V8 | B      |
| Vodafone McLaren Mercedes | 23  | Heikki Kovalainen    | McLaren MP4-23    | Mercedes-Benz 2.4 V8 | B      |

Anmerkungen
1. ↑  McLaren-Mercedes fiel aufgrund einer Strafe infolge der Spionage-Affäre automatisch auf die letzte Position in der Teamrangliste.

## Klassifikation

### Qualifying
| Pos. | Fahrer               | Konstrukteur        | Q1       | Q2       | Q3       | Start |
| ---- | -------------------- | ------------------- | -------- | -------- | -------- | ----- |
| 01   | Felipe Massa         | Ferrari             | 1:35,347 | 1:34,412 | 1:35,748 | 01    |
| 02   | Kimi Räikkönen       | Ferrari             | 1:35,645 | 1:34,188 | 1:36,230 | 02    |
| 03   | Heikki Kovalainen    | McLaren-Mercedes    | 1:35,227 | 1:34,759 | 1:36,613 | 08    |
| 04   | Lewis Hamilton       | McLaren-Mercedes    | 1:35,392 | 1:34,627 | 1:36,709 | 09    |
| 05   | Jarno Trulli         | Toyota              | 1:35,205 | 1:34,825 | 1:36,711 | 03    |
| 06   | Robert Kubica        | BMW Sauber          | 1:35,794 | 1:34,811 | 1:36,727 | 04    |
| 07   | Nick Heidfeld        | BMW Sauber          | 1:35,729 | 1:34,648 | 1:36,753 | 05    |
| 08   | Mark Webber          | Red Bull-Renault    | 1:35,440 | 1:34,967 | 1:37,009 | 06    |
| 09   | Fernando Alonso      | Renault             | 1:35,983 | 1:35,140 | 1:38,450 | 07    |
| 10   | Timo Glock           | Toyota              | 1:35,981 | 1:35,000 | 1:39,656 | 10    |
| 11   | Jenson Button        | Honda               | 1:35,847 | 1:35,208 | –        | 11    |
| 12   | David Coulthard      | Red Bull-Renault    | 1:36,058 | 1:35,408 | –        | 12    |
| 13   | Nelson Piquet jr.    | Renault             | 1:36,074 | 1:35,562 | –        | 13    |
| 14   | Rubens Barrichello   | Honda               | 1:36,198 | 1:35,622 | –        | 14    |
| 15   | Sebastian Vettel     | Toro Rosso-Ferrari  | 1:36,111 | 1:35,648 | –        | 15    |
| 16   | Nico Rosberg         | Williams-Toyota     | 1:35,888 | 1:35,670 | –        | 16    |
| 17   | Giancarlo Fisichella | Force India-Ferrari | 1:36,240 | –        | –        | 17    |
| 18   | Kazuki Nakajima      | Williams-Toyota     | 1:36,388 | –        | –        | 22    |
| 19   | Sébastien Bourdais   | Toro Rosso-Ferrari  | 1:36,677 | –        | –        | 18    |
| 20   | Takuma Satō          | Super Aguri-Honda   | 1:37,087 | –        | –        | 19    |
| 21   | Adrian Sutil         | Force India-Ferrari | 1:37,101 | –        | –        | 20    |
| 22   | Anthony Davidson     | Super Aguri-Honda   | 1:37,481 | –        | –        | 21    |

Anmerkungen
1. 1 2  Kovalainen und Hamilton wurden aufgrund Blockierens von Gegnern in Q3 um jeweils fünf Plätze zurückversetzt.
2. ↑  Nakajima erhielt aufgrund einer Kollision mit Kubica beim Großen Preis von Australien eine Startplatzstrafe von zehn Plätzen.

### Rennen
| Pos. | Fahrer               | Konstrukteur        | Runden | Stopps | Zeit        | Start | Schnellste Runde |
| ---- | -------------------- | ------------------- | ------ | ------ | ----------- | ----- | ---------------- |
| 01   | Kimi Räikkönen       | Ferrari             | 56     | 2      | 1:31:18,555 | 02    | 1:35,405 (37.)   |
| 02   | Robert Kubica        | BMW Sauber          | 56     | 2      | + 19,570    | 04    | 1:35,921 (39.)   |
| 03   | Heikki Kovalainen    | McLaren-Mercedes    | 56     | 2      | + 38,450    | 08    | 1:35,922 (19.)   |
| 04   | Jarno Trulli         | Toyota              | 56     | 2      | + 45,832    | 03    | 1:36,068 (53.)   |
| 05   | Lewis Hamilton       | McLaren-Mercedes    | 56     | 2      | + 46,548    | 09    | 1:35,462 (53.)   |
| 06   | Nick Heidfeld        | BMW Sauber          | 56     | 2      | + 49,833    | 05    | 1:35,366 (55.)   |
| 07   | Mark Webber          | Red Bull-Renault    | 56     | 2      | + 1:08,130  | 06    | 1:36,696 (53.)   |
| 08   | Fernando Alonso      | Renault             | 56     | 2      | + 1:10,041  | 07    | 1:36,288 (40.)   |
| 09   | David Coulthard      | Red Bull-Renault    | 56     | 2      | + 1:16,220  | 12    | 1:36,206 (55.)   |
| 10   | Jenson Button        | Honda               | 56     | 2      | + 1:26,214  | 11    | 1:35,715 (56.)   |
| 11   | Nelson Piquet jr.    | Renault             | 56     | 2      | + 1:32,202  | 13    | 1:36,956 (52.)   |
| 12   | Giancarlo Fisichella | Force India-Ferrari | 55     | 2      | + 1 Runde   | 17    | 1:36,962 (52.)   |
| 13   | Rubens Barrichello   | Honda               | 55     | 3      | + 1 Runde   | 14    | 1:36,693 (55.)   |
| 14   | Nico Rosberg         | Williams-Toyota     | 55     | 2      | +1 Runde    | 16    | 1:36,782 (55.)   |
| 15   | Anthony Davidson     | Super Aguri Honda   | 55     | 2      | + 1 Runde   | 21    | 1:38,171 (55.)   |
| 16   | Takuma Satō          | Super Aguri-Honda   | 54     | 2      | + 2 Runden  | 19    | 1:38,504 (53.)   |
| 17   | Kazuki Nakajima      | Williams-Toyota     | 54     | 2      | + 2 Runden  | 22    | 1:37,711 (19.)   |
| –    | Sebastian Vettel     | Toro Rosso-Ferrari  | 39     | 1      | DNF         | 15    | 1:36,870 (37.)   |
| –    | Felipe Massa         | Ferrari             | 30     | 1      | DNF         | 01    | 1:35,914 (15.)   |
| –    | Adrian Sutil         | Force India-Ferrari | 5      | 0      | DNF         | 20    | 1:40,330 (03.)   |
| –    | Timo Glock           | Toyota              | 1      | 0      | DNF         | 10    | –                |
| –    | Sébastien Bourdais   | Toro Rosso-Ferrari  | 0      | 0      | DNF         | 18    | –                |

## WM-Stände nach dem Rennen
Die ersten acht des Rennens bekamen 10, 8, 6, 5, 4, 3, 2 bzw. 1 Punkt(e).

### Fahrerwertung
| Pos. | Fahrer             | Konstrukteur       | Punkte |
| ---- | ------------------ | ------------------ | ------ |
| 01   | Lewis Hamilton     | McLaren-Mercedes   | 14     |
| 02   | Kimi Räikkönen     | Ferrari            | 11     |
| 03   | Nick Heidfeld      | BMW Sauber         | 11     |
| 04   | Heikki Kovalainen  | McLaren-Mercedes   | 10     |
| 05   | Robert Kubica      | BMW Sauber         | 8      |
| 06   | Nico Rosberg       | Williams-Toyota    | 6      |
| 07   | Fernando Alonso    | Renault            | 6      |
| 08   | Jarno Trulli       | Toyota             | 5      |
| 09   | Kazuki Nakajima    | Williams-Toyota    | 3      |
| 10   | Mark Webber        | Red Bull-Renault   | 2      |
| 11   | Sébastien Bourdais | Toro Rosso-Ferrari | 2      |

| Pos. | Fahrer               | Konstrukteur        | Punkte |
| ---- | -------------------- | ------------------- | ------ |
| 12   | Jenson Button        | Honda               | 0      |
| 13   | David Coulthard      | Red Bull-Renault    | 0      |
| 14   | Nelson Piquet jr.    | Renault             | 0      |
| 15   | Giancarlo Fisichella | Force India-Ferrari | 0      |
| 16   | Rubens Barrichello   | Honda               | 0      |
| 17   | Anthony Davidson     | Super Aguri-Honda   | 0      |
| 18   | Takuma Satō          | Super Aguri-Honda   | 0      |
| –    | Felipe Massa         | Ferrari             | 0      |
| –    | Timo Glock           | Toyota              | 0      |
| –    | Adrian Sutil         | Force India-Ferrari | 0      |
| –    | Sebastian Vettel     | Toro Rosso-Ferrari  | 0      |

### Konstrukteurswertung
| Pos. | Konstrukteur     | Punkte |
| ---- | ---------------- | ------ |
| 01   | McLaren-Mercedes | 24     |
| 02   | BMW Sauber       | 19     |
| 03   | Ferrari          | 11     |
| 04   | Williams-Toyota  | 9      |
| 05   | Renault          | 6      |
| 06   | Toyota           | 5      |

| Pos. | Konstrukteur        | Punkte |
| ---- | ------------------- | ------ |
| 07   | Red Bull-Renault    | 2      |
| 08   | Toro Rosso-Ferrari  | 2      |
| 09   | Honda               | 0      |
| 10   | Super Aguri-Honda   | 0      |
| 11   | Force India-Ferrari | 0      |